# Jacky Fleming
Pour les articles homonymes, voir Fleming.
Jacky Fleming née en 1955 à Londres, est une dessinatrice féministe de bandes dessinées. Elle  remporte le prix Artemisia Humour pour Le problème avec les femmes, en 2017.

## Biographie
Jacky Fleming fait ses études à la Chelsea School of Art, puis à l' Université de Leeds.
Sa première caricature publiée dans Spare Rib (magazine féministe britannique qui paraît entre 1972 et 1993), est un travail universitaire réalisé pour l'historienne de l'art féministe Griselda Pollock, en 1978. Depuis 1991, elle dessine des cartes postales féministes humoristiques.
Son travail est publié par  The Guardian, The Independent, New Statesman, New Internationalist, Red Pepper, The Observer, Diva, You, and Big Issue.Le Tuteur, L'Indépendant, New Statesman, New Internationalist. Son médium est la carte portale.
Avec Le Problème avec les femmes, son septième album, publié en 2016, Jacky Fleming réécrit l'histoire des femmes par l'absurde en épinglant les affirmations de Sigmund Freud, Arthur Schopenhauer, Charles Darwin. Elle montre à quel point les femmes ont été empêchés de lire, étudier, penser, faire du vélo, faire des recherches.

## Œuvres
- (en) Jacky Fleming, Be a bloody train driver, Penguin Books, 1991.
- (en) Jacky Fleming, Never give up, Penguin Books, 1992.
- (en) Jacky Fleming, Falling in love, Penguin Books, 1993.
- (en) Jacky Fleming, Hello boys, Penguin Books, 1996.
- (en) Jacky Fleming, Demented, Bloomsbury, 2004.
- (en) Pat Craven (ill. Jacky Fleming), Living with the dominator : a book about the Freedom Programme, Knighton, Freedom Pub, 2008.
- (en) Jacky Fleming, The trouble with women, Londres, Square Peg, 2016, publié chez Dargaud en 2017 (Le Problème avec les femmes, traduit par Nora Bouazzouni)

## Expositions
- WOW - les Femmes du Monde Festival, Hull, mars 2017
- Comix Créatrice, Maison de l'Illustration, Londres, 5 février – 15 mai 2016[6]

## Récompense
- 2017 : Prix Artémisia, catégorie humour, pour Le problème avec les femmes[7]